# Edison Music Awards 1999
De Edison Music Awards 1999 (of kortweg Edisons) werden op 4 maart 1999 uitgereikt tijdens een tv-show van RTL 4, die de dag daarop werd uitgezonden. Presentatoren waren Eric Corton en Manuëla Kemp.
De opzet van de Edison-uitreiking was dezelfde als die van 1998. Er was een aantal publieksprijzen, zoals 'Single van het jaar' en 'Beste Nederlandse artiest/groep van het jaar', en een aantal categorieën die door jury's werden beoordeeld. Van tevoren werden van een aantal categorieën de genomineerden bekendgemaakt.
De uitreiking kende een aantal verrassingen. Zo won Henk Westbroek de categorie 'Beste Nederlandse zanger' waarmee hij Marco Borsato versloeg. Westbroek had vooraf nog gezegd dat als hij zou winnen, "die prijs niks waard is". Hij kreeg zijn Edison uitgereikt tijdens een concert in Groningen.
Tijdens het tv-gala trad Herman Brood op om zijn recente big band-album Back on the Corner te promoten. Het was een van z'n laatste tv-optredens voor zijn dood, anderhalf jaar later.

## Winnaars
Algemeen
- Single van het jaar: Boyzone voor No Matter What (Publieksprijs)
- Beste soundtrack: Henny Vrienten voor Left Luggage
- Beste instrumentaal: Rosenberg Trio voor Noches Calientes

Internationaal
- Beste zangeres: Madonna voor Ray of Light
  - Overige genomineerden: Alanis Morissette en Lauryn Hill
- Beste zanger: Elvis Costello voor Painted from Memory
  - Overige genomineerden: Robbie Williams en George Michael
- Beste nieuwe artiest/groep: All Saints voor All Saints
- Beste groep: Massive Attack voor Mezzanine
- Beste Dance/R&B: Lauryn Hill voor The Miseducation of Lauryn Hill
- Oeuvre: Toto

Nationaal
- Beste Nederlandse artiest/groep van het jaar: Marco Borsato (Publieksprijs)
- Beste zangeres: Ilse DeLange voor World of Hurt
  - Overige genomineerden: Karin Bloemen en Bloem
- Beste zanger: Henk Westbroek voor Westbroek
  - Overige genomineerden: Marco Borsato en Arthur Umbgrove
- Beste nieuwe artiest/groep: Volumia voor Volumia
- Beste groep: Acda & de Munnik voor Naar Huis
  - Overige genomineerden: Caesar en BLØF
- Beste Dance/R&B: Dignity voor Dignity
- Oeuvre: Golden Earring

1960 · 1961 · 1962 · 1963 · 1964 · 1965 · 1966 · 1967 · 1968 · 1969 · 1970 · 1971 · 1972 · 1973 · 1974 · 1975 · 1976 · 1977 · 1978 · 1979 · 1980 · 1981 · 1982 · 1983 · 1984 · 1985 · 1986 · 1987 · 1988 · 1989 · 1990 · 1991 · 1992 · 1993 · 1994 · 1995 · 1996 · 1997 · 1998 · 1999 · 2000 · 2001 · 2002 · 2003 · 2004 · 2005 · 2006 · 2007 · 2008 · 2009 · 2010 · 2011 · 2012 · 2013 · 2014 · 2015 · 2016 · 2017 · 2018 · 2019 · 2020 · 2021 · 2022 · 2023 · 2024